# Anisopteromalus
Anisopteromalus is een geslacht van vliesvleugeligen uit de familie Pteromalidae. De wetenschappelijke naam van dit geslacht is voor het eerst geldig gepubliceerd in 1912 door Ruschka.

## Soorten
Het geslacht Anisopteromalus omvat de volgende soorten:
- Anisopteromalus apiovorus Rasplus, 1988
- Anisopteromalus calandrae (Howard, 1881)
- Anisopteromalus camerunus (Risbec, 1956)
- Anisopteromalus caryedophagus Rasplus, 1988
- Anisopteromalus ceylonensis Sureshan, 2010
- Anisopteromalus glaber Szelényi, 1981
- Anisopteromalus schwenkei (Roomi, Khan & Khan, 1973)